# کورسیکا ایر
کورسیکا ایر (به انگلیسی: Air Corsica) یک شرکت هواپیمایی با کد یاتا XK است که در تاریخ ۱۹۸۹ میلادی تأسیس شده و در تاریخ ۲۰۱۰ فعالیتش را آغاز کرده‌است.
دفتر مرکزی کورسیکا ایر در آژاکسیو، جزیره کرس، فرانسه واقع شده‌است و قطب این شرکت هواپیمایی در فرودگاه آیاتچو – ناپلئون بنوپارت قرار دارد و به ۱۷ مقصد، پرواز مستقیم انجام می‌دهد.